# Маршал рода войск
Ма́ршал ро́да войск, сил и специа́льных войск — группа персональных воинских званий в Вооружённых Силах СССР: маршал артиллерии (род войск), маршал авиации (род сил), маршал бронетанковых войск (род войск), маршал инженерных войск (спецвойска), маршал войск связи (спецвойска).
К воинскому званию маршала рода войск, сил и специальных войск, пребывающего в запасе вооружённых сил или находящегося в отставке, добавлялись соответственно слова «запаса» (например, Маршал войск связи запаса) или «в отставке» (например, Маршал авиации в отставке). Персональные воинские звания Маршал рода войск и специальных войск и Маршал авиации примерно соответствовали персональному воинскому званию Генерал армии.

## Учреждение звания
Звания маршала рода сил и войск (авиации, артиллерии и бронетанковых войск) были введены указом Президиума Верховного Совета СССР 16 января 1943 года. 9 октября 1943 года были введены также звания маршала специальных войск: инженерных войск и войск связи. Все эти пять званий соответствовали общевойсковому званию генерала армии. Ранее, в 1940—1943 годах, высшими воинскими званиями, указывающими на род войск (сил) и специальных войск, были «генерал-полковник артиллерии», «…авиации» и т. п.
По причине командования формированиями автобронетанковых войск (АБТВ) размером до объединения включительно, персональные воинские звания генералов в танковых войсках имели приставку, например, «генерал-майор танковых войск», а высшее руководство (должности начальника Управления и другие, то есть связанные со всеми АБТВ РККА ВС — Заместитель Наркома обороны) маршал и Главный маршал — «…бронетанковых войск».
На создание этих званий повлияло увеличение Вооружённых Сил СССР (выделились «главные (основные)» рода войск (сил) и спецвойск РККА, от действий которых зависели успехи в операциях), а не британские «маршальские» звания ВВС, содержательно соответствующие общевойсковым генеральским («Маршал королевских ВВС», «главный маршал», «маршал», «вице-маршал»). Кроме того, сама система этих советских званий происходит от системы традиционных чинов (воинских должностей — воинских званий), присваивавшихся полным генералам родов оружия: «генерал от артиллерии», «генерал от кавалерии», «инженер-генерал». До октября 1917 года перечисленные генеральские звания имелись в русской армии; будучи по происхождению немецкими, они существовали в 1940-е годы и в германских вооружённых силах (вермахт).
| младшее войсковое звание: Генерал-полковник | Маршал рода войск | старшее войсковое звание: Главный маршал рода войск |

## Знаки различия
Знаки различия маршалов родов сил, войск и спецвойск, утверждённые 6 февраля 1943 года, отличались от знаков различия генералов армии: на погонах маршалов родов сил, войск и спецвойск вместо четырёх звёзд в ряд имелась одна большая звезда и эмблема рода войск (сил) и спецвойск — подобно тому как погоны Маршалов Советского Союза несли одну большую звезду и герб СССР. Приказом Народного Комиссара Обороны Союза ССР, от 26 октября 1943 года, диаметр звезды на погонах маршалов родов сил, войск и спецвойск был уменьшен с 50 до 40 мм. На шее носилась Маршальская Звезда особого образца, отличающаяся от звезды Маршалов Советского Союза — без бриллиантов между лучами и несколько меньшего диаметра; цвет ленты отличался в зависимости от рода войск. Впоследствии такую же Маршальскую Звезду было указано носить адмиралам флота (1962) и генералам армии (1974). Погоны генералов армии стали полностью аналогичными погонам маршалов родов войск, за исключением эмблем.

## Присвоения звания
Первым маршалом рода сил, войск и спецвойск стал, через два дня после введения этой группы званий, маршал артиллерии Николай Николаевич Воронов (18 января 1943 года). В течение того же 1943 года маршалами стали также авиаторы А. А. Новиков (17 марта) и А. Е. Голованов (3 августа). 21 февраля 1944 года Воронов и Новиков стали первыми Главными маршалами родов войск. В тот же день получили звания первые маршалы-танкисты П. А. Ротмистров и Я. Н. Федоренко, маршал инженерных войск М. П. Воробьёв и маршал войск связи И. Т. Пересыпкин.
В последующие годы звания маршала рода войск (сил) и спецвойск присваивались высшему начальству соответствующих родов войск (сил) и спецвойск, командующим крупными войсковыми единицами, начальникам военных академий, а звание маршала авиации — ещё и знаменитым лётчикам ВОВ, позже служившим на других должностях (Покрышкин, Скоморохов, Кожедуб).
Звание маршала рода войск (сил) и спецвойск носили: маршала авиации — 32 военачальника (из них 7 впоследствии получили звание Главного маршала авиации), маршала артиллерии — 13 (из них 3 — впоследствии Главные; Главный маршал артиллерии В. Ф. Толубко — единственный военачальник, который до присвоения ему звания Главного маршала рода войск носил не звание маршала этих же войск, а общеармейское звание генерала армии), бронетанковых войск — 8 (из них 2 — Главные), инженерных войск — 6, войск связи — 4. В спецвойсках — инженерных и связи — звания Главного маршала так никто и не получил.
Самыми молодыми маршалами родов войск (сил) и спецвойск были 39-летние авиатор А. Е. Голованов (1943) и связист И. Т. Пересыпкин (1944); в следующем году Голованов стал самым молодым Главным маршалом.
Маршалы родов войск, как и другие высшие военачальники, испытали на себе репрессии, и судьба некоторых из них была трагической: расстрелянный маршал авиации Худяков, главный маршал авиации Новиков , проведший почти шесть лет в заключении вместо пяти (согласно приговору суда) и вышедший на свободу в феврале 1952 года, маршал артиллерии Яковлев (провёл в заключении год и вышел на свободу лишь после смерти Сталина); а позже, уже в хрущёвское время — главный маршал артиллерии Варенцов, лишённый боевых наград и разжалованный в связи с делом Пеньковского. Кроме того, два маршала родов войск — Неделин и Харченко — погибли в катастрофах при исполнении служебных обязанностей.

## Исключение звания
Звание маршала бронетанковых войск было исключено Указом Президиума Верховного Совета СССР № 89-XI «О воинских званиях офицерского состава Вооруженных Сил СССР», от 26 апреля 1984 года, из перечня воинских званий в ВС Союза ССР. Однако, Лосик и Полубояров оставались на действительной военной службе в звании маршала бронетанковых войск. Звание им не заменялось.
Последним, кому было присвоено воинское звание маршала рода сил (войск) и спецвойск, стал в августе 1991 года министр обороны СССР Евгений Иванович Шапошников (маршал авиации).
Закон Российской Федерации «О воинской обязанности и военной службе» (№ 4455-I, от 25 марта 1993 года) унифицировал систему генеральских званий во всех родах войск (сил) и спецвойсках: звания маршала авиации, маршала артиллерии, маршала инженерных войск, маршала войск связи, звания Главных маршалов были исключены из перечня воинских званий ВС России, высшим «генеральским» стало звание генерала армии, а «маршальским» — Маршал Российской Федерации.
Последним из военачальников, носивших звание маршала рода войск (находясь в отставке — маршал авиации в отставке), был Е. И. Шапошников, который умер 8 декабря 2020 года.

## Оклад
Размер месячного оклада по воинскому званию — «маршал рода войск и специальных войск», «главный маршал рода войск», «маршал авиации» и «главный маршал авиации», военнослужащему, находящемуся в запасе или отставке, присвоенное, по ранее действовавшему законодательству, составлял в 2019 году 27 000 рублей. Такой же оклад был установлен и по воинскому званию «генерал армии».

## Список маршалов родов войск (сил) и спецвойск

### Маршалы артиллерии
1. Воронов, Николай Николаевич — 18 января 1943, Главный маршал артиллерии (1944)
2. Яковлев, Николай Дмитриевич — 21 февраля 1944, лишался звания 1952—1953
3. Чистяков, Михаил Николаевич — 25 сентября 1944
4. Неделин, Митрофан Иванович — 4 августа 1953, Главный маршал артиллерии (1959)
5. Варенцов, Сергей Сергеевич — 11 марта 1955, Главный маршал артиллерии (1961), разжалован до генерал-майора (1963)
6. Казаков, Василий Иванович — 11 марта 1955
7. Казаков, Константин Петрович — 28 апреля 1962
8. Бажанов, Юрий Павлович — 18 июня 1965
9. Кулешов, Павел Николаевич — 28 октября 1967
10. Одинцов, Георгий Федотович — 22 февраля 1968
11. Передельский, Георгий Ефимович — 5 ноября 1973 года
12. Бойчук, Ефим Васильевич — 4 ноября 1980
13. Михалкин, Владимир Михайлович — 15 февраля 1989

### Маршалы авиации
1. Новиков, Александр Александрович — 17 марта 1943, Главный маршал авиации (1944)
2. Голованов, Александр Евгеньевич — 3 августа 1943, Главный маршал авиации (1944)
3. Астахов, Фёдор Алексеевич — 19 августа 1944
4. Ворожейкин, Григорий Алексеевич — 19 августа 1944
5. Скрипко, Николай Семёнович — 19 августа 1944
6. Фалалеев, Фёдор Яковлевич — 19 августа 1944
7. Худяков, Сергей Александрович (Ханферянц, Арменак Артёмович) — 19 августа 1944
8. Жаворонков, Семён Фёдорович — 25 сентября 1944
9. Вершинин, Константин Андреевич — 3 июня 1946, Главный маршал авиации (1959)
10. Жигарев, Павел Фёдорович — 3 августа 1953, Главный маршал авиации (1955)
11. Руденко, Сергей Игнатьевич — 11 марта 1955
12. Судец, Владимир Александрович — 11 марта 1955
13. Красовский, Степан Акимович — 8 мая 1959
14. Савицкий, Евгений Яковлевич — 6 мая 1961
15. Агальцов, Филипп Александрович — 28 апреля 1962
16. Логинов, Евгений Фёдорович — 28 октября 1967
17. Кутахов, Павел Степанович — 21 февраля 1969, Главный маршал авиации (1972)
18. Борзов, Иван Иванович — 16 декабря 1972
19. Покрышкин, Александр Иванович — 16 декабря 1972
20. Бугаев, Борис Павлович — 5 ноября 1973, Главный маршал авиации (1977)
21. Зимин, Георгий Васильевич — 5 ноября 1973
22. Ефимов, Александр Николаевич — 29 апреля 1975
23. Пстыго, Иван Иванович — 29 апреля 1975
24. Силантьев, Александр Петрович — 19 февраля 1976
25. Колдунов, Александр Иванович — 28 октября 1977, Главный маршал авиации (1984)
26. Скориков, Григорий Петрович — 4 ноября 1980
27. Скоморохов, Николай Михайлович — 2 ноября 1981
28. Кирсанов, Пётр Семёнович — 16 декабря 1982
29. Константинов, Анатолий Устинович — 30 апреля 1985
30. Кожедуб, Иван Никитович — 6 мая 1985
31. Волков, Александр Никитович — 15 февраля 1989
32. Шапошников, Евгений Иванович — 26 августа 1991

### Маршалы бронетанковых войск
1. Ротмистров, Павел Алексеевич — 21 февраля 1944, Главный маршал бронетанковых войск (1962)
2. Федоренко, Яков Николаевич — 21 февраля 1944
3. Богданов, Семён Ильич — 1 июня 1945
4. Рыбалко, Павел Семёнович — 1 июня 1945
5. Катуков, Михаил Ефимович — 26 октября 1959
6. Полубояров, Павел Павлович — 28 апреля 1962
7. Бабаджанян, Амазасп Хачатурович — 28 октября 1967, Главный маршал бронетанковых войск (1975)
8. Лосик, Олег Александрович — 29 апреля 1975

### Маршалы войск связи
1. Пересыпкин, Иван Терентьевич — 21 февраля 1944
2. Леонов, Алексей Иванович — 6 мая 1961
3. Белов, Андрей Иванович — 5 ноября 1973
4. Алексеев, Николай Николаевич — 25 октября 1979

### Маршалы инженерных войск
1. Воробьёв, Михаил Петрович — 21 февраля 1944
2. Прошляков, Алексей Иванович — 6 мая 1961
3. Харченко, Виктор Кондратьевич — 16 декабря 1972
4. Геловани, Арчил Викторович — 28 октября 1977
5. Аганов, Сергей Христофорович — 7 мая 1980
6. Шестопалов, Николай Фёдорович — 6 мая 1981